# Protoreaster nodulosus
Protoreaster nodulosus är en sjöstjärneart som först beskrevs av Perrier 1875.  Protoreaster nodulosus ingår i släktet Protoreaster och familjen Oreasteridae. Inga underarter finns listade i Catalogue of Life.